# 1900-as argentin labdarúgó-bajnokság (első osztály)
Az 1900-as Primera División volt a 9. alkalommal megrendezett, legmagasabb szintű labdarúgó-bajnokság Argentínában.
A címvédő a Belgrano volt. A bajnokságot az English High School csapata nyerte meg, a bajnokság történetében először.

## Tabella
| Hely. | Csapat                  | M | Gy | D | V | G+ | G– | Gk  | P  | Továbbjutás vagy kiesés |
| ----- | ----------------------- | - | -- | - | - | -- | -- | --- | -- | ----------------------- |
| 1.    | English High School (B) | 6 | 5  | 1 | 0 | 18 | 3  | +15 | 11 | Bajnokcsapat            |
| 2.    | Lomas                   | 6 | 2  | 1 | 3 | 9  | 9  | 0   | 5  |                         |
| 3.    | Belgrano                | 6 | 2  | 0 | 4 | 8  | 13 | −5  | 4  |                         |
| 4.    | Quilmes                 | 6 | 2  | 0 | 4 | 9  | 19 | −10 | 4  |                         |